# Selección de voleibol de Honduras
La selección de voleibol de Honduras es dirigida por la Federación Nacional de Voleibol de Honduras.  
Está dividida en rama masculina y femenina, que de acuerdo al Ranking oficial de la FIVB (Federación Internacional de Voleibol) ocupan los puestos 89 y 79 respectivamente, a nivel mundial.
Desde el año 1976, la Selección  de Voleibol de Honduras participa en diversas competiciones internacionales organizadas por la Asociación de Federaciones Centroamericanas de Voleibol (AFECAVOL) y  la Confederación de Norteamérica, Centroamérica y el Caribe de Voleibol (NORCECA).

## Historial
Competiciones en las que la Selección Hondureña de Voleibol ha participado:
| Año  | S. Masculina | S. Femenina |
| ---- | ------------ | ----------- |
| 1976 | 6°           |             |
| 1977 | 5°           |             |
| 1987 | 5°           | 6°          |
| 1989 | 4°           | 3°          |
| 1991 | 1°           | 1°          |
| 1993 | 3°           | 3°          |
| 1995 | 2°           | 3°          |
| 1997 | 1°           | 2°          |
| 1999 | 5°           | 5°          |
| 2000 | 3°           | 6°          |
| 2002 | 3°           | 4°          |
| 2004 | 2°           | 4°          |

| Año  | S. Masculina | S. Femenina |
| ---- | ------------ | ----------- |
| 1990 | 7°           |             |
| 1993 | 7°           |             |

| Año  | S. Masculina | S. Femenina |
| ---- | ------------ | ----------- |
| 1990 | 3°           | 2°          |
| 1994 | 2°           | 4°          |
| 1997 | 2°           | 1°          |
| 2001 | 2°           | 4°          |

| Año  | S. Masculina | S. Femenina |
| ---- | ------------ | ----------- |
| 1990 | 7°           |             |
| 1998 | 9°           | 6°          |

- Datos: Q6124226